# Parodynerus quodi
Parodynerus quodi är en stekelart som först beskrevs av Yach. 1908.  Parodynerus quodi ingår i släktet Parodynerus och familjen Eumenidae.

## Underarter
Arten delas in i följande underarter:
- P. q. hebridensis
- P. q. iasafui
- P. q. lifuensis
- P. q. malekulensis
- P. q. iasafui